# Mary Elizabeth Duffield-Rosenberg
Pour les articles homonymes, voir Duffield et Rosenberg.
Mary Elizabeth Duffield, née Rosenberg (2 avril 1819 - janvier 1914) est une peintre britannique spécialisée dans les tableaux de fleurs.

## Biographie
Elle est née à Bath en tant que fille aînée de M. T.E. Rosenberg et devient une peintre spécialisée dans les fruits et les fleurs. Elle est membre de la Royal Institute of Painters in Water Colours (en) et épouse le peintre de natures mortes, William Duffield (en) en 1850.
Duffield a exposé son travail au Palais des Beaux-Arts lors de l'exposition universelle de 1893, à Chicago, dans l'Illinois.
Sa peinture Les roses jaunes (Yellow Roses) figure dans le livre Women Painters of the World de 1905 .

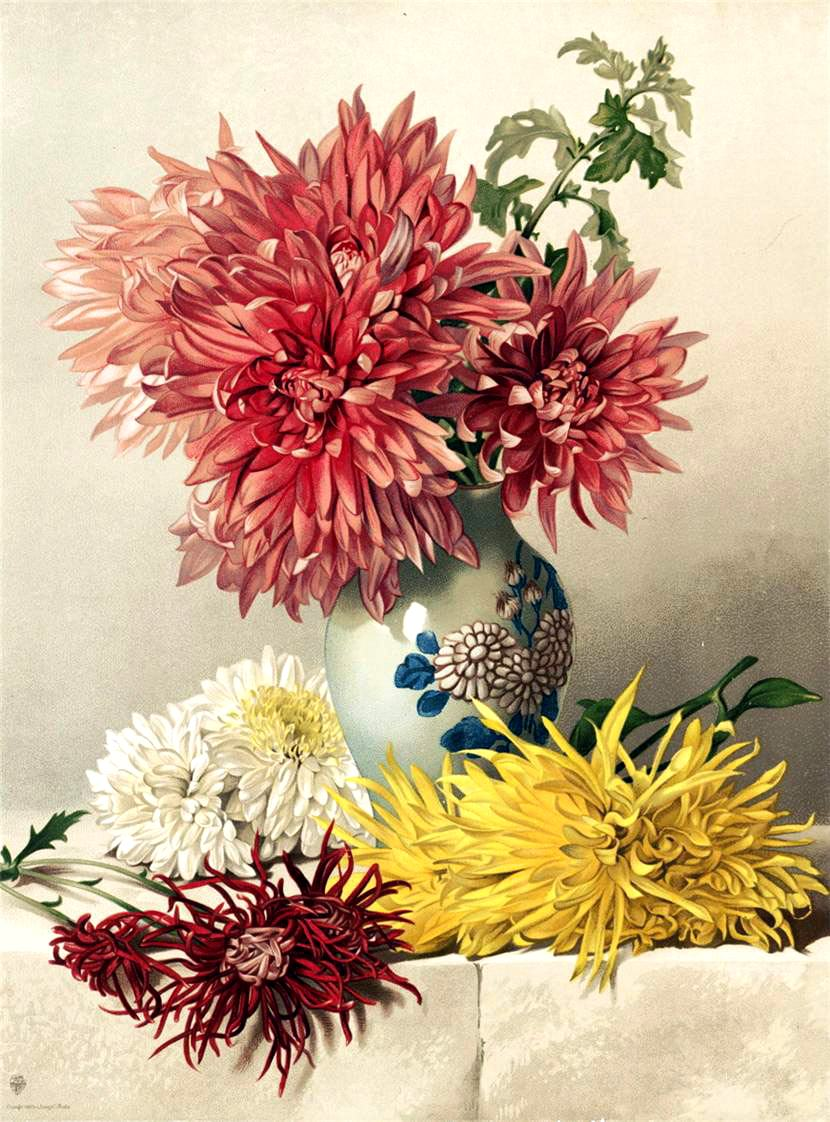
Chrysanthèmes
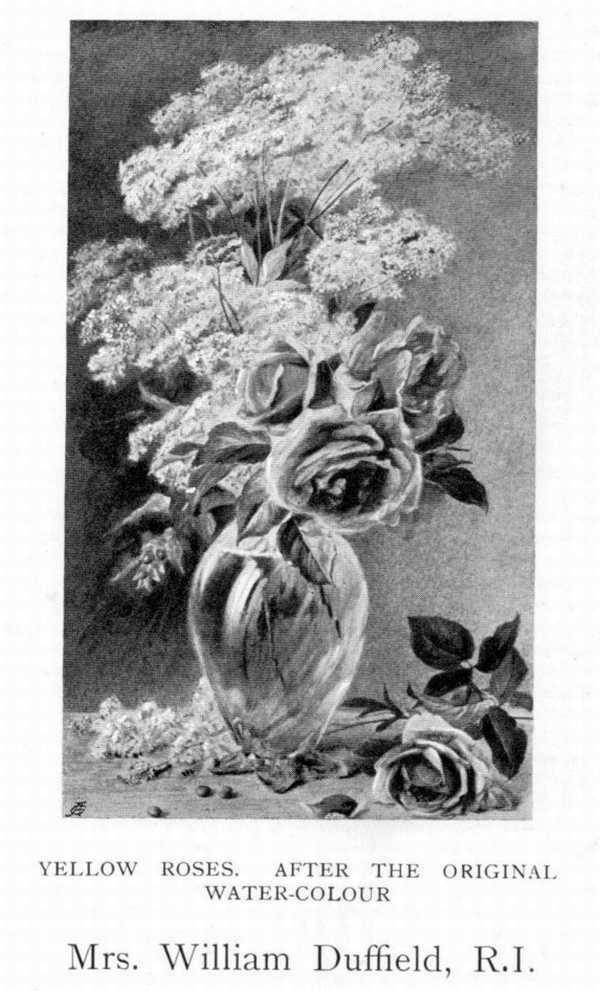
Les roses jaunes
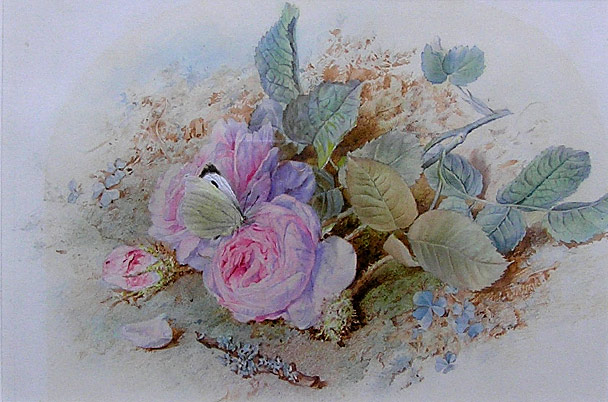
Fleurs